# Death Magic Doom
Albums de Candlemass
King of the Grey Islands
(2007) Psalms for the Dead
(2012)
Death Magic Doom est le dixième album studio du groupe de Doom metal suédois Candlemass. L'album est sorti le 3 avril 2009 sous le label Nuclear Blast Records.
À l'origine, l'album devait s'appeler Hammer of Doom, qui est également le nom du deuxième titre de cet album. Cependant, le groupe a changé d'avis et a finalement décidé de l'appeler Death Magic Doom, afin d'éviter toute confusion avec un festival allemand qui s'appelle déjà Hammer of Doom.
L'édition Digipak de l'album contient en plus le titre Lucifer Rising, qui provient de l'EP du groupe portant le même nom.

## Musiciens
- Robert Lowe - chant
- Mats "Mappe" Björkman - guitare
- Lars Johansson - guitare
- Leif Edling - basse
- Jan Lindh - batterie

## Liste des morceaux
1. If I Ever Die - 4:54
2. Hammer Of Doom - 6:16
3. The Bleeding Baroness - 7:19
4. Demon Of The Deep - 5:21
5. House Of 1,000 Voices - 7:49
6. Dead Angel - 4:05
7. Clouds Of Dementia - 5:38
8. My Funeral Dreams - 6:05
9. Lucifer Rising - 3:44 (édition Digipak uniquement)